# Дойл, Нейтан
Не́йтан Люк Ро́берт Дойл (англ. Nathan Luke Robert Doyle; род. 12 января 1987, Дерби, Англия) — английский футболист, защитник.

## Биография
Нейтан Дойл родился в Дерби, там же он начал свою карьеру, играя за школу имени Джона Порта. Затем Дойл перешёл в клуб «Дерби Каунти», в котором дебютировал 1 ноября 2003 года, в 16-летнем возрасте, против «Престон Норт Энд», в котором «Дерби» проиграл 0:3. В феврале 2006 года Дойл был отдан в аренду в клуб «Ноттс Каунти», в котором дебютировал 25 февраля в матче против «Линкольн Сити», затем в мае Дойл вернулся в «Дерби Каунти», откуда он перешёл на сезон в клуб «Брэдфорд Сити». 31 января 2007 года за 100 000 фунтов стерлингов Дойл перешёл в клуб «Халл Сити», дебютировав в команде в матче с «Плимут Аргайл». 14 мая 2008 года Дойл забил свой первый мяч в карьере, это случилось в матче плей-офф Чемпионата Футбольной лиги Англии; в тот же день он стал отцом. 26 декабря Дойль дебютировал в Премьер-лиге. В составе «Халла» не закрепился, играл редко; в сентябре 2009 года был отдан в аренду в «Барнсли», куда перешёл через год.